# Nass El Houma
Nass El Houma (Arabisch: ناس الحومة) is een Marokkaanse televisieserie, gerealiseerd door de acteur Rachid El Ouali in samenwerking met Mohamed Kerhat. De serie werd uitgezonden door 2M TV rond Ramadan in 2013. Het gaat over de inwoners van een dorp dat bedreigd wordt door een groep investeerders die op deze plek een winkelcentrum aan willen leggen.